# Markétin ostrov

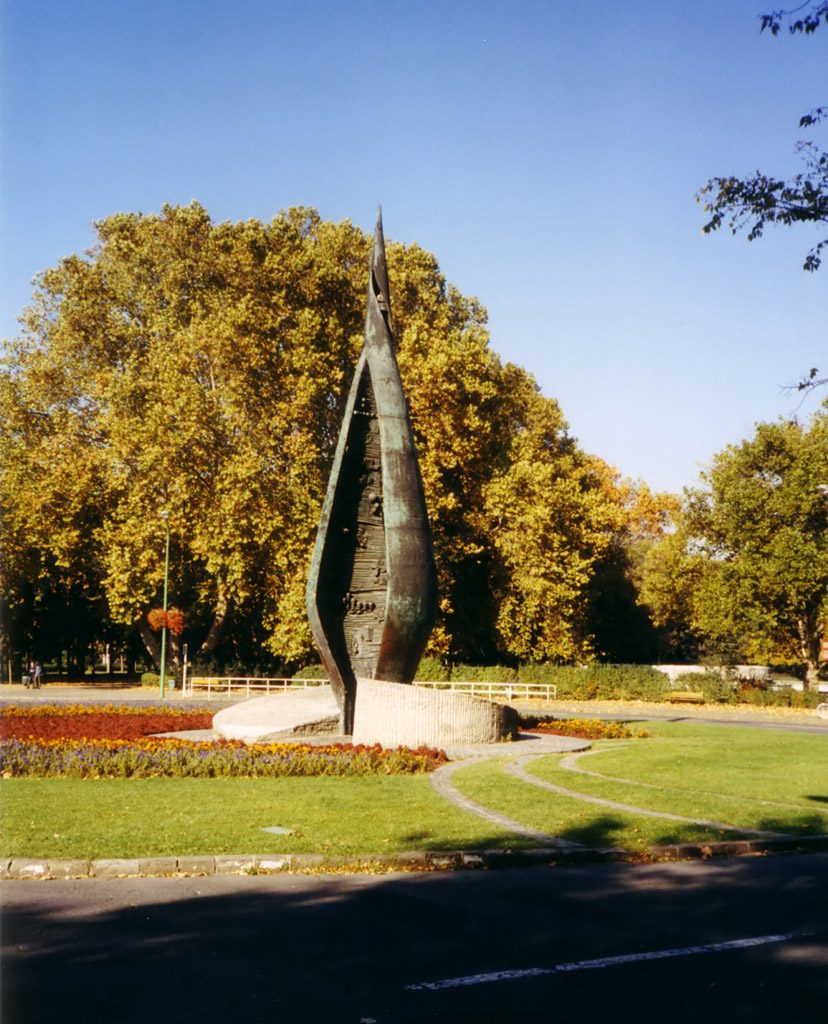
Památník sjednocení

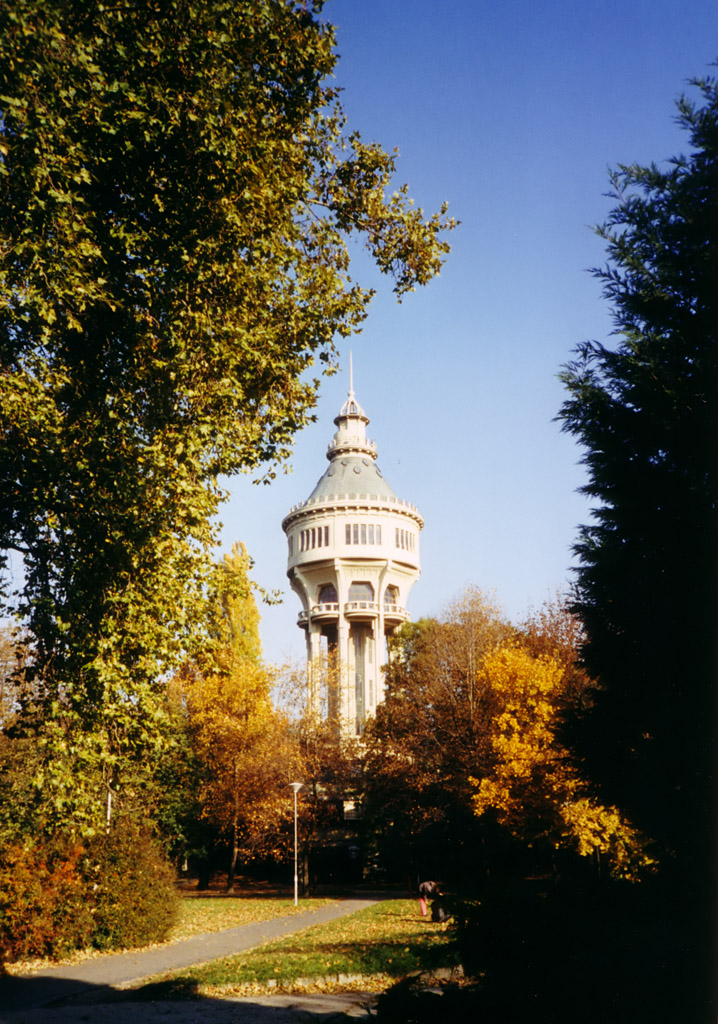
Vodárenská věž

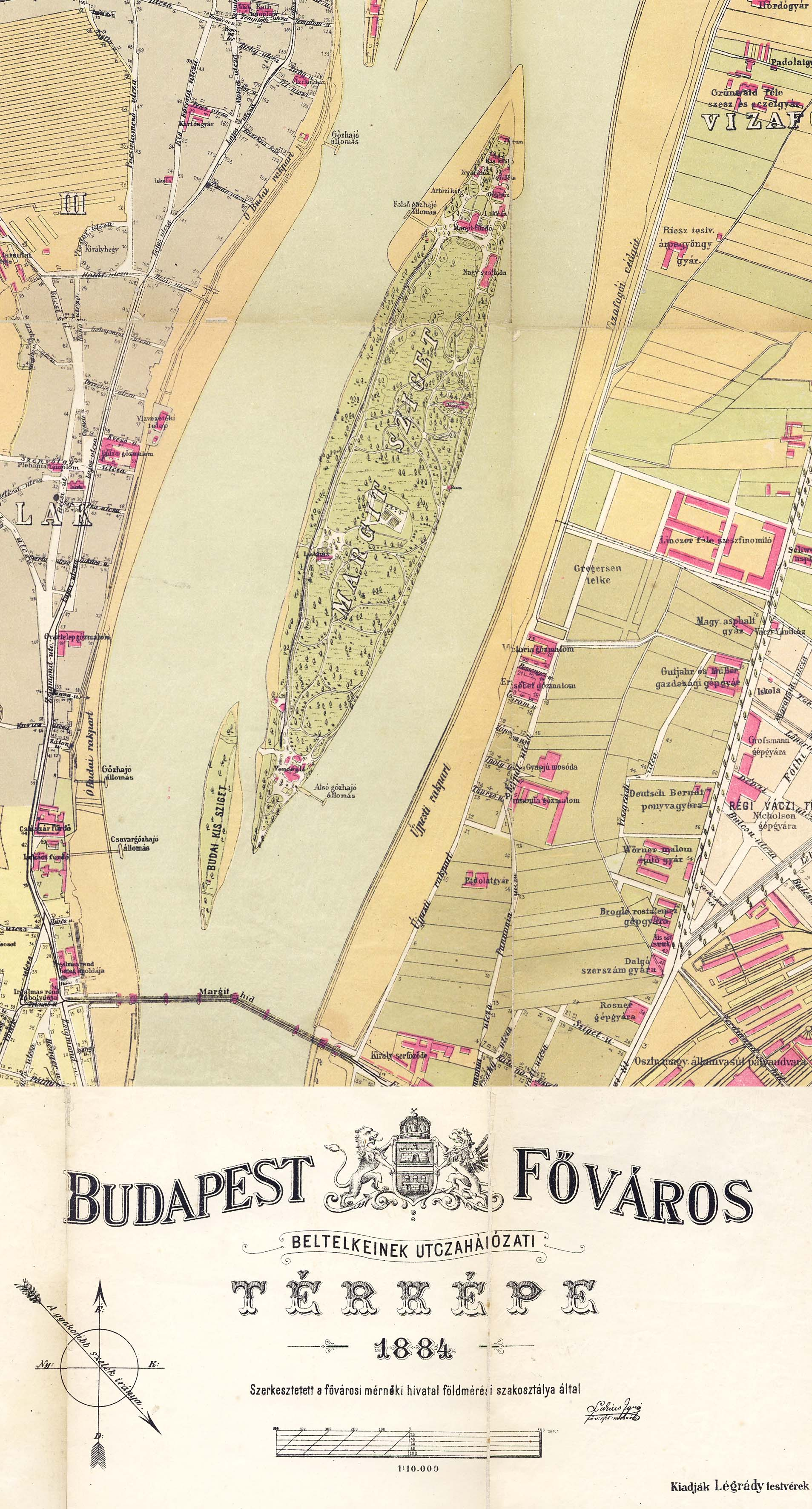
Původní dva ostrovy před spojením v roce 1884.

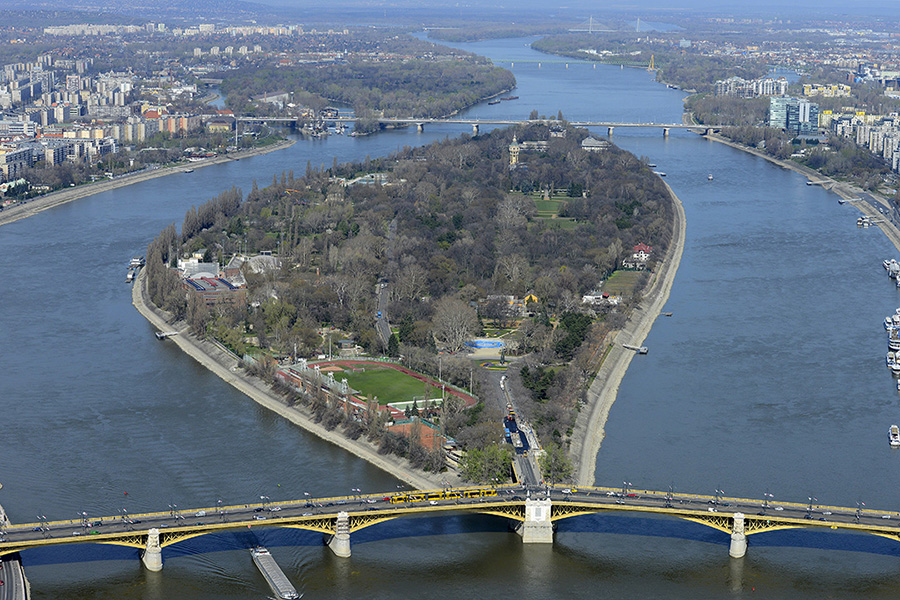
Pohled na ostrov od jihu k severu.

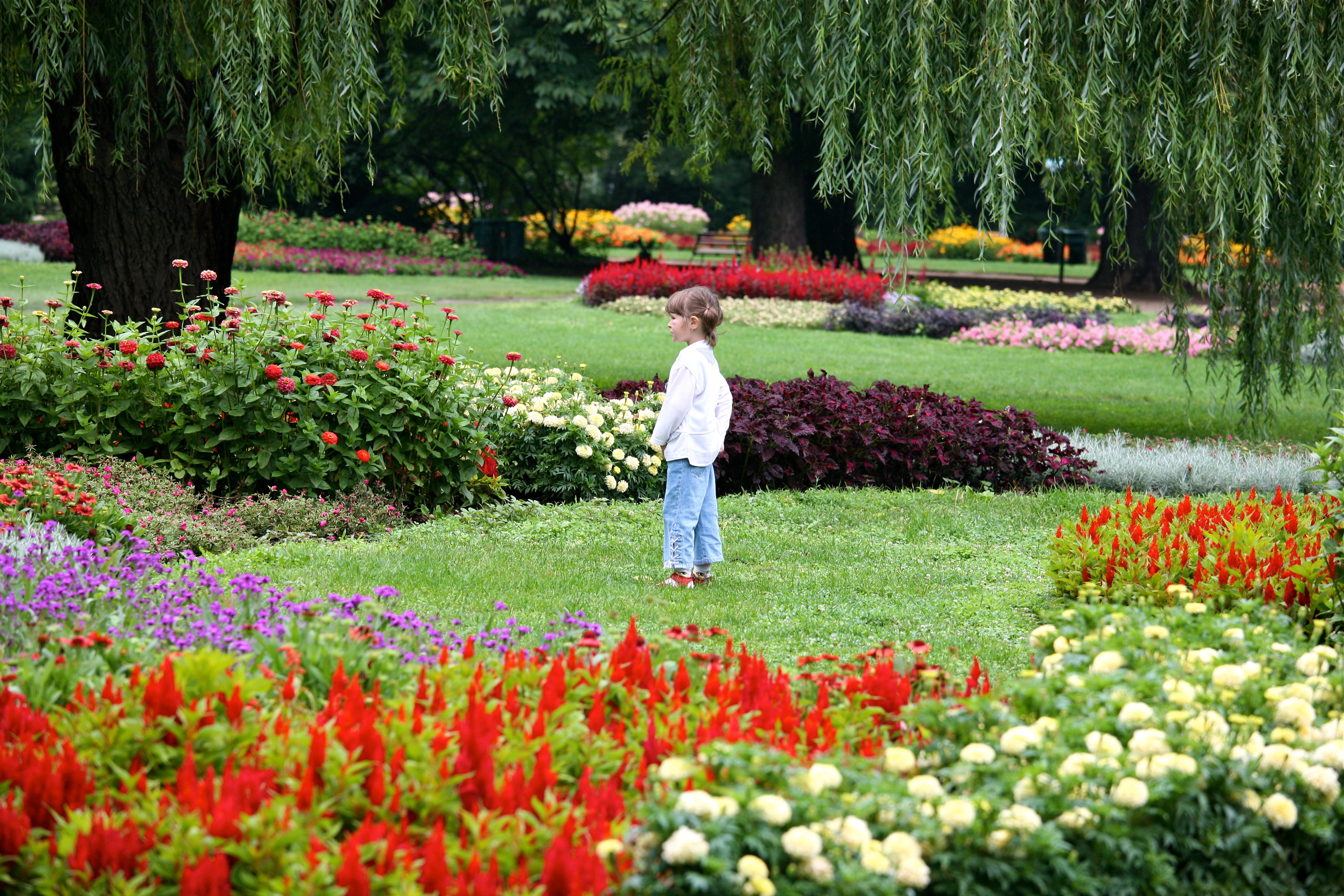
Parková úprava ostrova.

Markétin ostrov (maďarsky Margit sziget, německy Margaretheninsel) je dunajský ostrov ležící severně od centra města Budapešti. Z administrativního hlediska je součástí 13. městského obvodu. Jedná se o velkou sportovní a rekreační oblast.

## Název
Původně se ostrov jmenoval Nyulak sziget (Zaječí ostrov), v latině insula leporum, poté své jméno několikrát změnil. Byl například znám jako Ostrov Panny Marie(maďarsky Nagyboldogasszony-sziget, Šlechtický ostrov (maďarsky Úr-sziget nebo Budínský ostrov (maďarsky Budai-sziget). 
Je možné, že původní název v latině ale neodkazoval na lov zajíců, jako spíše na léčbu nemocných leprou a že se zde nacházel špitál.
Od 90. let 18. století byl známý také jako Palatýnský ostrov (maďarsky Nádor sziget), a to podle tehdejšího vlastníka.
Dnes je pojmenován po sv. Markétě, která zde ve 13. století žila v dominikánském klášteře. S pojmenováním ostrova se pojí legenda, kdy král Béla IV. slíbil Bohu, že mu věnuje jeho dceru, pokud se Mongolové stáhnou z Uher. Vzhledem k tomu, že se tak stalo, poslal svoji dceru Markétu do kláštera.
Název ostrova se píše v maďarštině jako jedno slovo, nicméně pouze v případech, kdy se jedná o geografické pojmy. V případě přírodních věd se často píše s pomlčkou jako Margit-sziget.

## Přírodní poměry
Ostrov je 2,5 km dlouhý a 500 m široký s rozlohou 0,965 km². Je rekreační oblastí města s množstvím parků, termálními lázněmi a stadionem. Původně šlo o dva samostatné ostrovy, které byly v 19. století spojeny do jediného. Spojení ostrovů se uskutečnilo v souvislosti s regulací koryta Dunaje, která přetvořila původní břehy Budína a Pešti a zajistila, že se nebude opakovat velká povodeň z roku 1838. Původní ostrov byl v nadmořské výšce 102 m a současný je o dva metry vyšší. Symbolem povodně byl morušovník, který voda strhla a na jeho místě vyrostl mladý strom stejného druhu.

### Flóra a fauna
Z původní podoby místních lesů, které byly původní (lužní les) se nedochovalo téměř nic. Původní duby, o kterých básnil János Arány, a které byly staré 150 let, byly postupně nahrazeny ještě za básníkova života mladšími. Parkové úpravy sem zavedly nové druhy stromů, jako např. topoly, vrby apod. Rozšířené jsou také lípy a kaštany. Méně je jehličnanů, jako npař. borovice černá apod. Zastoupen je i javor, břízy a další. Některé zde rostoucí stromy jsou původem z východní Asie. 
V blízkosti ruin kláštera se nachází platan, který byl vysázen v roce 1823 a dosahuje úctyhodné velikosti. Před hotelem se nicméně nachází ještě tři ořešáky, které jsou staré rovněž zhruba dvě stě let a byly vysázeny Sándorem Lipotem.

## Historie
Vzhledem k tomu, že ostrov se nacházel (resp. jednotlivé původní ostrovy) se nacházely na hranici Dunajský limes Římské říše lze předpokládat, že zde Římané měli již nějaké stálé osídlení. V 19. století byly základy některých staveb odhaleny, např. zdi v severní části ostrova. Pozdější zkoumání ale zjistila, že se nejednalo o stavby římské, nýbrž podstatně mladší. Existovalo rovněž několik teorií o mostech, které zde Římané měli zbudovat s cílem překonat řeku na její východní břeh, nicméně nebyly nalezeny ani dochovány žádné základy nebo pozůstatky těchto mostů. Mělo se jednat o mosty, které byly vytvořeny z lodí a dřevěných prken, které byly na lodě umístěny.
První zmínky o obydlení ostrova pocházejí ze 12. století, kdy se zde usadil Maltézský řád. Tehdejší král zde měl již v roce 1196 jistý dům, který vlastnil. Uherský král daroval ostrov církvi. Ve 13. století zde byl postaven františkánský a dominikánský klášter. Mimo to zde byli i premonstráti a augustiniáni. Historicky první stavbou byl kostel sv. Michala, který byl dokončen v 12. století. Nejspíše se zde nacházela i vesnice s polnostmi. Dokladů o středověké podobě (hlavního) ze dvou ostrovů je nicméně málo a vycházejí víceméně z útržků a nebo středověkých vedut.
V 16. století, kdy bylo celé Maďarsko pod osmanskou nadvládou, byly kostely zničeny a zbyly z nich jen ruiny. Klášter a jeho osazenstvo byly ale ještě před příchodem Turků přesídleni do Pošně (dnes Bratislavy). Neví se, co se zde dělo během turecké okupace, neboť z této doby nejsou o ostrově žádné záznamy.
Roku 1739 zde byla postavena malá kaple a konaly se zde pravidelné mše.
Současný ostrov vznikl ve své dnešní podobě díky regulaci dunajského koryta. Ještě předtím byla jeho podoba proměněna povodní, která zasáhla celý tok Dunaje v Uhrách v roce 1838. Povodeň mimo jiné odhalila Markétin hrob a základy původního kláštera. Na ostrově (ostrovech) dosahovala hladina výšky 2,5 nad úrovní terénu. 
Ostrov byl dlouhou dobu nezastavěný. V 19. století si zde ale uherský šlechtic Sandór Lipot nechal postavit vlastní zámeček. Díky tomu se potom celá lokalita postupně rozvíjela do podoby velkého parku a rekreačního areálu. Zahradu v roce 1808 začal připravovat Károly Tost. Na zámečku pobývali v 2. dekádě 19. století také ruští carové a pruský král.
Dva samostatné ostrovy byly postupně spojeny náspy; nejjižnější z nich se nachází na místě, kde dnes Markétin ostrov končí. Hlavní ostrov v centrální části byl podstatně užší než dnes. Mapy druhého vojenského mapování vyobrazují původní podoby ostrovů ještě oddělených Dunajem, plánovaný ostrov Margit híd (Markétin most) a dále budoucí tvar jednoho regulovaného ostrova. Spojování a zasypávání Dunaje probíhalo po částech. V roce 1895 byly ostrovy spojeny, na přelomu století byl jižní cíp ostrova protažen až k mostu Margit híd. Z mostu bylo na ostrov vybudvoáno spojení. a do roku 1912 získal ostrov současnou podobu. Jeho břehy byly vyskládány kameny, aby Dunaj nepoškozoval tvar ostrova. Dnešní ulice vedoucí středem ostrova představuje původní vymezení západního okraje ostrova centrálního.
V roce 1866 vyvrtal Vilmos Zsigmondy na západním okraji ostrova vrt, z něhož vytékala léčivá voda o teplotě 43 °C. Podle analýzy byla vhodná pro léčbu více než stovky chorob. Toto předurčilo ostrov jako místo, kde by se mohlo nacházet léčebné zařízení, neboť využití potenciálu vody se v blízkosti metropole přímo nabízelo. Mezi místním obyvatelstvem nicméně výstavba lázní vyvolala odpor, neboť areálu padl za oběť velký počet místních statných stromů.
Nejprve byl přístup z Budína nebo Pešti možný pouze lodí (od roku 1869 sem byly vypravovány byly kolesové parníky). Ještě v 19. století byl na ostrově postaven první hotel (Hotel Danubis Grand, navrhl jej architekt Miklós Ybl) a lázně. Vybírání vstupného mělo odradit chudinu a zajistit bohatým měšťanům pocit bezpečí. Ybl rovněž představil plán na zastavění celého ostrova, tento projekt ale nebyl nakonec uskutečněn. Jedním z důvodů byl i fakt, že plánovaný lázeňský komplex by byl příliš velký na vydatnost vody, která se zde nabízela. Zrušena byla také myšlenka výstavby orientálních lázní a reprezentativních vil. V letech 1899 až 1900 byl mostem spojen s Budínem a Peští. Parková úprava byla dokončena v roce 1908, kdy byl oficiálně prohlášen parkem.
Během maďarské občanské války nařídila revoluční rudá vláda zrušení poplatků za vstup na ostrov, v meziválečném období se ale poplatky vrátily (zrušeny byly až roku 1945). Až do roku 1928 také na ostrově existovala koněspřežná tramvaj. V této době byly také zrušeny původní protipovodňové zdi okolo ostrova a zvýšen byl jeho původní terén tak, aby mu nehrozily další povodně. Postavena byla také moderní silnice, rozveden vodovod a vybudována kanalizace. V 30. letech 20. století se nacházela na severním cípu mostu střelnice, která byla těsně před druhou světovou válkou zničena, střílelo se zde na hliněné holuby.
Během druhé světové války byl ostrov poničen a dlouhou dobu byly škody patrné na místních stromech. Spojení se severním okrajem ostrova bylo dokončeno v 50. letech 20. století, neboť Arpádův most nebyl ještě před válkou dokončen. V téže době došlo také k změně podoby ostrova. Zbořeno bylo několik budov, včetně sanatoria a některých objektů Miklóse Ybla. Důvodem pro demolici byl mimo jiné špatný stav objektů, které ještě více zchátraly během druhé světové války.
V osmdesátých letech 20. století byly na severu ostrova vystavěny restaurace a parkovací domy. Hudební fontána prošla rekonstrukcí v roce 1997.
V 2. dekádě 21. století byl ostrov renovován, především byla obnovena jednotlivá sportoviště. Stalo se tak v souvislosti s pořádáním světového mistrovství v plavání, které se zde uskutečnilo roku 2017.
Podle maďarského statistického úřadu v roce 2018 žilo na ostrově jen pouhých šest osob v celkem třech bytech.

## Pamětihodnosti
Na ostrově se nachází několik pamětihodností:
- Památník z roku 1973 připomínající 100. výročí spojení Budína a Pešti do jediného města
- Japonská zahrada[6] z roku 1936
- Miniaturní zoologická zahrada[1] Otevřena byla v 50. letech 20. století.[6]
- Hudební fontána. V létě zde bývá světelná show během hudby. Je kopií obdobné stavby, která stojí v dnes rumunském městě Târgu Mureș.[9]
- Vodárenská věž z roku 1913.[6] Osmiboká, 57 m vysoká secesní věž na západní straně ostrova dnes slouží jako rozhledna a výstavní síň.

Vodárenská věž a hudební fontána jsou zapsány na seznamu památek Světového dědictví UNESCO.

## Sport a rekreace
Sport a rekreace jsou hlavními účely využití Markétina ostrova v současnosti. V jižní části ostrova se přímo blízko mostu Margit híd nachází fotbalový stadion spojený s atletickým. Centrum pro vodní sporty s otevřenými i krytým plaveckým bazénem (hala Hajós z roku 1931) je umístěno na západní straně ostrova, rovněž v jeho jižní části. Na východní straně potom stojí při břehu Dunaje i četné tenisové kurty, restaurace apod.
V centrální části ostrova se na západní straně nachází akvapark a lázně Palatinus strandfürdő s rozsáhlým areálem, tobogany apod. a na straně východní potom Světelná zahrada (maďarsky fénykert). 
Severně od nich potom leží divadlo pod širým nebem nedaleko pozůstatků dominikánského kláštera. Jeho kapacita je 3500 diváků a hrají se zde i opery. V jejich blízkosti stojí již zmíněná vodárenská věž. Severní část ostrova, která je užší, vyplňuje potom rozlehlý hotel, pozůstatky římských objektů a zmíněná hudební fontána. Stojí zde také zmíněná japonská zahrada.
Na ostrově se nachází několik dětských hřišť. Je zde také běžecký okruh o délce 5,35 km.

## Kultura a umění
Na ostrově pobývala řada maďarských umělců své doby. V letech 1877 až 1882 zde trávil každé léto např. János Arány. Sepsal zde svoji báseň Pod duby (maďarsky A Tölgyek alatt). Mezi další jeho vrstevníky, kteří zde rádi pobývali, patříli např. Mór Jókai, Kornélia Prielle, Károly Lotz, Károly Kamermayer, Sándor Korányi, Gábor Szarvas, Mari Jászai, Sándor Wekerle a další. 
V současné době je ostrov znám především každý rok jako místo konání festivalu Sziget, a to již od roku 1993. Festival je jedním z největších v regionu střední Evropy.

## Doprava
Ostrov je spojen s dunajskými břehy mosty Margit híd na jihu a Arpádův most na severu. Na prvním uvedeném mostě se nachází tramvajová zastávka přímo u vstupu na ostrov; na druhém uvedeném mostě se potom nachází zastávka autobusová. Vjezd motorových vozidel až na některé výjimky na ostrov ale není povolen. Vjíždět mohou vozy taxislužby na ostrov, autobusy; automobily potom k hotelu na severním okraji ostrova. Z Arpádova mostu sem vede mimoúrovňová křižovatka.
Po hlavní silniční komunikaci, která je vedena v severo-jižní ose ostrova, je vedena autobusová doprava.
Na východní straně ostrova se nachází několik přístavišť pro lodě.